# Steve Reich
Stephen Michael Reich (ur. 3 października 1936 w Nowym Jorku) – amerykański kompozytor, jeden z pionierów minimalizmu w muzyce, dwukrotny zdobywca nagrody Grammy.

## Życiorys

### Dzieciństwo i edukacja
Steve Reich urodził się w Nowym Jorku w rodzinie żydowskich emigrantów. Jego ojciec był prawnikiem, zaś matka okazjonalnie zajmowała się pisaniem oraz wykonywaniem piosenek. Rodzice Reicha rozwiedli się niedługo po jego urodzeniu, został wychowany przez ojca w Nowym Jorku, matka zaś przeprowadziła się do Los Angeles.
Edukację muzyczną rozpoczął od nauki gry na fortepianie w wieku 7 lat. Przerwał ją w wieku 10 lat, osiągając poziom średnio zaawansowany. W wieku 14 lat rozpoczął naukę gry na perkusji pod wpływem bebopu oraz wykonawców: Miles Davis, Charlie Parker, John Coltrane. Słuchał muzyki poważnej z okresu baroku oraz późniejszej i zaczynał marzyć o karierze kompozytora. Interesował się jazzem, uczył się gry w tym stylu na perkusji pod okiem Rolanda Kahloffa, muzyka Filharmonii Nowojorskiej. W wieku 15 lat założył swój pierwszy zespół grający bebop.
W 1953 rozpoczął studia na Uniwersytecie Cornella. Obrał filozofię, a nie kompozycję, jak planował od 14 roku życia. Uznał, porównując się z Mozartem i Bartókiem, iż jest już zbyt stary na rozpoczynanie kariery kompozytora. W 1957 obronił z wyróżnieniem pracę licencjacką na temat myśli austriackiego filozofa Ludwiga Wittgensteina i ukończył studia filozoficzne. W ich trakcie pozostawał pod wpływem profesora historii Wiliama Austina, który wzbudzał w Reichu zainteresowanie współczesną muzyką poważną, muzyką ludową oraz historią muzyki. Na ten okres przypada odrzucenie rodzinnej tradycji judaistycznej na rzecz fascynacji jogą.
Po ukończeniu studiów wrócił do Nowego Jorku, gdzie przez dwa lata uczęszczał na prywatne lekcje kompozycji u Halla Overtona. W latach 1958–1961 studiował kompozycję w Juilliard School of Music. Tam poznał Philipa Glassa, z którym współpracował zarówno na polu muzyki, jak i interesów. Wśród jego nauczycieli byli między innymi William Bergsma i Vincent Persichetti.
W 1961 przeprowadził się do San Francisco. Kontynuował naukę u Dariusa Milhauda i Luciano Berio w Mills College w Oakland, gdzie otrzymał tytuł magistra (w 1963).

### Lata sześćdziesiąte
W 1963 Steve Reich rozpoczął współpracę z San Francisco Tape Music Center. Prowadził eksperymenty z muzyką konkretną i elektroniczną. Efektem tych prób był pierwszy utwór kompozytora Pitch Charts, napisany na dwa dowolne instrumenty.
W tym samym roku napisał również ścieżkę dźwiękową do filmu The Plastic Haircut. W 1964, współpracując z Terrym Rileyem, wziął udział w premierze jego utworu pt. In C, który stał się symbolem minimalizmu w muzyce. Prostota tego utworu wpłynęła na późniejszą twórczość Reicha. Przenosił on własne teorie dotyczące muzyki na rzeczywistość, tworząc utwory z udziałem taśmy magnetofonowej. Są to Music for Three or More Pianos, wykonywane przez fortepian i magnetofon, oraz napisany wyłącznie na taśmę Livelihood; oba utwory powstały w 1964.
W 1965 powstał pierwszy utwór kompozytora zaprezentowany publiczności. It's Gonna Rain to trwająca przeszło siedemnaście minut kompozycja, składająca się z dwóch części, oparta na technice zapętlonych fraz, krótszych w pierwszej i dłuższych w drugiej części utworu. Taśma, na której Reich tworzył pętle, zawiera nagranie wypowiadanej przez ulicznego kaznodzieję apokaliptycznej wizji, zarejestrowane na przedmieściach San Francisco. Nagranie zapowiadające deszcz bomb zostało zapętlone i przesunięte przy pomocy dwóch nieskomplikowanych magnetofonów. Dźwięk, początkowo chaotyczny, w końcu zanika, warstwa rytmiczna zaś, początkowo uporządkowana, zostaje wielokrotnie podzielona. Te zabiegi dają wrażenie chaosu, jednakże twórca w pełni go kontroluje. Podobny zabieg zastosował rok później w utworze Come out (1966). Tym razem kompozytor użył nagrania głosu Daniela Hamma, uczestnika zamieszek w Harlemie z 1964, opowiadającego o zatrzymaniu i pobiciu go przez policję.
W 1966 założył zespół Steve Reich & Musicans, mający wykonywać utwory założyciela. Od 1967 do 1969 Reich eksperymentował z efektem sprzężenia zwrotnego, wywoływanego przy pomocy mikrofonów, wzmacniaczy i głośników. Efektem tych działań są Pulse Music i Pendulum Music. Jednocześnie zgłębiał zagadnienie repetytywności i frazowania w muzyce akustycznej. Tworzył utwory polegające na odtwarzaniu z taśmy uprzednio zarejestrowanej frazy z jednoczesnym odgrywaniem jej na żywo w szybszym lub wolniejszym tempie przez instrumentalistę - jest to tak zwane przesunięcie fazowe. Na podobnej zasadzie skomponowane zostały utwory na grupę instrumentalistów lub instrumentalistę i taśmę (Piano Phase z 1967, Four Organs z 1970, Violin Phase z 1970).
Reich wyłożył również ideę kompozycji repetycyjnej w eseju pt. Music as a Gradual Process (1968), opublikowanym w Zapiskach o muzyce z 1974.

### Lata siedemdziesiąte
Podczas studiów Steve Reich interesował się instrumentami perkusyjnymi. Zainteresowanie to wróciło pod koniec lat 60. i zaowocowało długoletnimi badaniami rytmu. W 1970 kompozytor przez 3 miesiące przebywał w Afryce, studiując miejscową muzykę perkusyjną pod okiem uznanego perkusisty plemienia Ewe, Gideona Alorwoye, oraz w Instytucie studiów afrykańskich na Uniwersytecie w Akrze. Podróż ta była przejawem fascynacji inną niż zachodnią tradycją muzyczną, która znalazła odbicie w dalszej twórczości kompozytora.
W 1971 Reich, pod wpływem podróży do Ghany, stworzył ostatnią, a jednocześnie najsłynniejszą kompozycje opartą na frazach, zatytułowaną Drumming. Składający się z czterech części utwór przyniósł autorowi popularność, jego premiera odbyła się w Nowym Jorku jednocześnie w Muzeum Sztuki Nowoczesnej, Ratuszu i Brooklińskiej Akademii Muzycznej. Ten półtoragodzinny utwór jest najczęściej wykonywaną kompozycją Reicha. W założeniu miał udowodnić bogactwo brzmienia akustycznego. Składa się z czterech części, w których poza ludzkimi głosami używanymi na podobieństwo instrumentów występują również cztery pary bongosów, trzy marimby, trzy zestawy dzwonków oraz flet piccolo.
W 1971 poślubił artystkę wideo Beryl Korot, z którą wyjechał do Izraela. W tym czasie powstała kompozycja Clapping Music, wykonywana przez dwie klaszczące osoby.
Zainteresowanie muzyką wschodu skłoniła Reicha do wspólnych z I Nyomanem Sumandhi studiów nad instrumentami perkusyjnymi Azji Południowo-Wschodniej, prowadzonych w latach 1973-1974. Szczególną uwagę poświęcił orkiestrom gamelan z Jawy i Bali, których muzykę zgłębiał na Uniwersytecie Waszyngtonu (w Seattle) oraz na Uniwersytecie Kalifornijskim w Berkeley.
W 1974 wydał Zapiski o muzyce, zawierające jego eseje, teorie i poglądy na muzykę. Na lata 1976-1977 przypadły studia Reicha nad tradycyjnymi sposobami recytacji hebrajskich psalmów religijnych, prowadzone zarówno w Nowym Jorku, jak i Jerozolimie.
W 1976 stworzył pierwszy utwór, zwiastujący zmiany w stylu kompozytora. W Music for 18 musicans, napisanym dla największej jak dotąd w karierze Reicha grupy muzyków, porzucił ograniczenia muzyki minimalistycznej ma rzecz charakterystycznej dla siebie struktury. Utwór, za który kompozytor otrzymał Nagrodę Grammy, inspirowany jest indonezyjskimi gamelanami. Kompozytor łączy w nim bogactwo melodii, zaczerpniętych z indonezyjskiej tradycji orkiestr, ze sztywną repetycyjną strukturą rytmiczną. W tym duchu tworzył kolejno w 1978 Music for a large ensamble, w 1979 Octet i Variations for winds, strings and keyboards.

### Lata osiemdziesiąte
W 1981 Reich skomponował Tehillim, efekt wcześniejszych studiów nad hebrajską recytacją. Pierwszy poważny utwór wokalny w karierze kompozytora stanowi zbiór religijnych psalmów wykonywanych w języku hebrajskim. Eksperyment, daleki od tradycyjnej muzyki sakralnej, wykonywany jest na podwójny sopran, podwójny mezzosopran i orkiestrę kameralną. Po raz pierwszy wykonali go w 1982 nowojorscy filharmonicy.
Wątek wokalny kompozytor kontynuował w monumentalnej symfonii The Desert Music skomponowanej w 1984. W wykonywanej przez Steve Reich & Musicians oraz orkiestrę i chór Filharmoników Brooklyńskich kompozycji kluczową rolę odgrywa poezja Williama Carlosa Williamsa. Jest to pierwszy utwór Reicha, w którym nie znalazły się żadne elementy minimalizmu.
Kolejne kompozycje są utrzymane w bardziej kameralnym charakterze, wykonywane są zazwyczaj przez jeden instrument i taśmę z wielokrotnie zapisanym utworem, jednocześnie wykonywanym przez "żywego" instrumentalistę. Kolejno powstały utrzymane w tej konwencji Vermont Counterpoint w 1982 na flet i taśmę. W 1985 New York Counterpoint na klarnet i taśmę oraz Electric Counterpoint na gitarę elektryczną i taśmę z 1987. Największy z nich rozgłos przyniósł kompozytorowi Electric Counterpoint, wykonywany przez Pata Metheny'ego.
Rok 1984 przyniósł premierę jedynego utworu Reicha napisanego z myślą o balecie. Jest to Sextet napisany na zamówienie Laura Dean Dance Company i rządu francuskiego. W 1985 odbyła się premiera baletu Impact napisanego do muzyki Reicha, który to spektakl przyniósł mu rok później nagrodę Bassie Award.
W 1988 napisał Different Trains, zainspirowany przeżyciami z dzieciństwa związanymi z podróżami koleją z Nowego Jorku do Kalifornii odbywanych w latach 1939-1942. Odwołuje się również do pociągów transportujących w Europie, dokładnie w tym samym czasie, Żydów do obozów zagłady. Utwór kompozycyjnie odwołujący się do początków twórczości Reicha opiera się na zapisanych na taśmie dźwiękach i słowach tworzących tło dla kwartetu smyczkowego. Składa się on z trzech części, na taśmach zaś utrwalono pocięte na krótkie odcinki wspomnienia guwernantki towarzyszącej Reichowi w podróżach koleją, wspomnienia emerytowanego kolejarza, wypowiedzi ocalałych z Holocaustu i dźwięki parowozów z tamtego okresu. Skomplikowana struktura utworu wymagała licznej grupy inżynierów dźwięku przy nagraniu jak i wykonaniu utworu. Sygnalizowała kierunek monumentalnych utworów, w którym kompozytor podążył w swych późniejszych utworach. Krytyka okrzyknęła Different Trains dziełem przełomowym, kolejnym dowodem uznania była Nagroda Grammy w 1990 dla Reicha za ten utwór w wykonaniu Kronos Quartet.

### Po roku 1990
W roku 1993 powstała kolejna kompozycja będąca efektem badań nad tradycją judaistyczną. Jest to opracowane wspólnie z Beryl Korot multimedialne dzieło The Cave oparte na biblijnej historii Abrahama. Spektakl składał się z obrazów wideo wyświetlanych na pięciu ekranach oraz z występu orkiestry symfonicznej. Na taśmie wideo znajdowały się zdjęcia zarejestrowane przez parę artystów podczas podróży na Bliski Wschód, do Nowego Jorku i Teksasu. Przedstawiały one komentarze napotkanych osób na temat biblijnej postaci i jego rodziny. Dzieło wystawiane w dwóch aktach, okrzyknięte zostało „Operą XXI wieku”, jednak miejsce śpiewu zajmowały dialogi odtwarzane z taśmy. Kompozycja osiągnęła spektakularny sukces, była wystawiana w Wiedniu, Amsterdamie, Paryżu, Berlinie, Londynie oraz Nowym Jorku. Podobnym w swym założeniem tworem miało być City Life oparte na taśmach zarejestrowanych w Nowym Jorku, jednak charakteryzuje się ono mniejszym rozmachem.
W 1994 Reich został uhonorowany przyjęciem do Amerykańskiej Akademii Sztuk Pięknych.
Rok 1995 przyniósł Proverb napisane na zamówienie BBC. Utwór skomponowany na otwarcie Royal Albert Hall inspirowany był filozofią Ludwika Wittgensteina. Utwór opracowany na sześć głosów, dwa instrumenty klawiszowe i dwie perkusje to kolejny spektakularny sukces Reicha. W latach 1996–1997 prezentowany był przez muzyków Reicha wraz z Theatre of Voices w Londynie, Kopenhadze, Hamburgu, Monachium i miastach amerykańskich.
W 1997, nakładem Nonesuch Records, ukazała się, z okazji 60. urodzin Reicha, 10-płytowa retrospektywa kompozytora pt. Steve Reich Works: 1965-1995.
W roku 1999 skomponował Tripple Quartet opracowany specjalnie dla muzyków Kronos Quartet. Koniec lat 90. to również czas pracy wraz z Beryl Korot nad monumentalnym dziełem Three Tales. Premiera jego pierwszej części odbyła się w maju 1998, całość zaś ma stanowić całodniową wideooperę opowiadającą historię XX wieku. Została opracowywana na 15 muzyków tworzących tło dla obrazów wyświetlanych na ekranie kinowym. Kompozycja została wydana przez Nonesuch na DVD i CD w 2003.
Z okazji 70. urodzin kompozytora ten sam wydawca przedstawił Phases, pięciopłytowy album będący przekrojem twórczości artysty.
W 1997 Reich gościł w Polsce na festiwalu Warszawska Jesień. W 1999 roku został odznaczony francuską komandorią Orderu Sztuki i Literatury.
W 2007 otrzymał nagrodę Polar Music Prize (równocześnie laureatem został jazzman Sonny Rollins). W kwietniu 2009 Steve Reich otrzymał muzyczną nagrodę Pulitzera za kompozycję Double Septet.

## Wpływ twórczości Reicha na innych artystów
Dzieła Reicha stały się inspiracją dla muzyków różnych pokoleń. Pionier wykorzystywania w muzyce taśm z nagraniami otoczenia zainspirował takich twórców jak Brian Eno, Peter Gabriel, David Bowie oraz licznego grona kompozytorów między innymi grupy Bang On A Can. Znalazł naśladowców dla sporej grupy twórców zafascynowanych minimalizmem, oraz zainspirował całe pokolenie DJ-ów i twórców muzyki elektronicznej.
Hołdem dla tego twórcy, uważanego przez wielu za "ojca kultury DJ-skiej", jest wydana w 1999 w Nonesuch płyta Reich Remixed z nowymi wersjami utworów kompozytora, wykonywanych przez współczesnych twórców m.in. takich jak Coldcut, Dj Spooky, Howie B, D Note, Ken Ishii czy The Orb.
Wyraźne inspiracje muzyką Reicha słychać także na albumie Pat Metheny Group The Way Up (2005) czy Divertimento Borysa Dejnarowicza (2008).

## Wybrane kompozycje
- 1963 – Pitch Charts
- 1964 – Music for Three or More Pianos
- 1964 – Livehood
- 1965 – It's Gonna Rain
- 1966 – Come Out
- 1967 – Piano Phase
- 1967 – Slow Motion Sound
- 1967 – Violin Phase
- 1967 – My Name Is
- 1968 – Pendulum Music
- 1970 – Four Organs
- 1970 – Phase Patterns
- 1970–1971 – Drumming
- 1972 – Clapping Music
- 1973 – Music for Pieces of Wood
- 1973 – Six Pianos
- 1973 – Music for Mallet Instruments, Voices and Organ
- 1974–1976 – Music for 18 Musicians
- 1978 – Music for a Large Ensemble
- 1979 – Octet
- 1979 – Variations for Winds, Strings and Keyboards
- 1981 – Tehillim
- 1982 – Vermont Counterpoint
- 1984 – The Desert Music
- 1984 – Sextet
- 1985 – New York Counterpoint
- 1986 – Three Movements
- 1987 – Electric Counterpoint
- 1987 – The Four Sections
- 1988 – Different Trains
- 1993 – The Cave
- 1993 – Duet
- 1994 – Nagoya Marimbas
- 1995 – City Life
- 1995 – Proverb
- 1998 – Triple Quartet
- 1999 – Know What Is Above You
- 1998–2002 – Three Tales
- 2002 – Dance Patterns
- 2003 – Cello Counterpoint
- 2004 – You Are (Variations)
- 2005 – Variations for Vibes, Pianos, and Strings
- 2006 – Daniel Variations

## Wybrana dyskografia
- 1974: Steve Reich - Drumming (Polydor/Deutsche Grammophon)
- 1985: Steve Reich Ensemble - The desert music (Elektra/Nonesuch)
- 1989: Steve Reich - Different trains (Elektra/Nonesuch)
- 1990: Steve Reich Ensemble - Tehillim (ECM)
- 1996: Steve Reich & Musicians - The cave (Elektra/Nonesuch)
- 1998: Steve Reich & Musicians - Music For 18 Musicians (ECM)
- 1999: Steve Reich - Reich remixed (Elektra/Nonesuch)

Retrospektywy:
- 1987 Steve Reich - Early Works (Elektra/Nonesuch) - 1 CD: 
  1. Come Out/Piano Phase/Clapping Music/It's Gonna Rain
- 1997 Steve Reich - Works: 1965-1995 (Nonesuch) - 10 CD:
  1. Come Out/Piano Phase/It's Gonna Rain/Four Organs
  2. Drumming
  3. Music for Mallet Instruments, Voices and Organ/Clapping Music/Six Marimbas
  4. Music for 18 Musicians
  5. Eight Lines (Octet)/Tehillim for Voices and Ensemble
  6. Desert Music
  7. New York Counterpoint/Sextet/Four Sections
  8. Different Trains/Electric Counterpoint/Three Movements
  9. Cave
  10. Proverb/Nagoya Marimbas/City Life
- 2006 Steve Reich - Phases: A Nonesuch Retrospective (Nonesuch) - 5 CD:
  1. Music For 18 Musicians
  2. Different Trains/Tehilim/Eight Lines
  3. You Are (Variations)/New York Counterpoint/Cello Counterpoint/Electric Counterpoint/Triple Quartet
  4. Come Out/Proverb/The Desert Music
  5. Music For Mallet Instruments, Voices and Organ/Drumming